# ピリ (楽器)

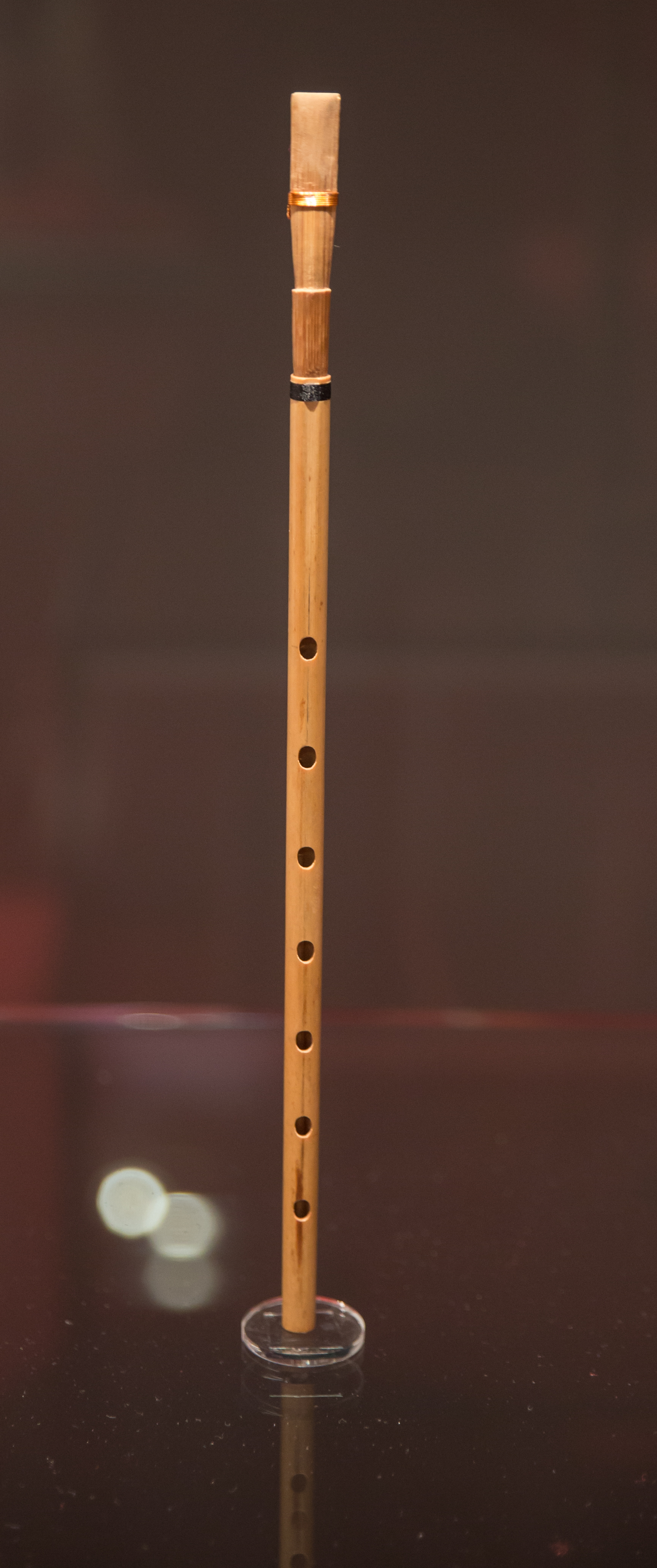

ピリ（篳篥, 朝: piri（피리）, 中: bili）は、中国および朝鮮半島で使われるオーボエ属の管楽器（気鳴楽器）。

## 概要
南北朝時代に西域より伝来した管子にルーツを持つ。中国のものは隋・唐の時代に九部伎や十部伎に使用され、頭管とも呼ばれた。これが宋代以降民間にも広まり、今日見られるような管子となった。
朝鮮のピリ、特に中国から伝来した唐ピリは管子から派生したものである。これは広東音楽や粤劇に使用する喉管や日本のひちりきも同様である。大きく分けて次の3種の分類できる。音楽様式に応じて使い分ける。
唐ピリ（トンピリ・タンピリ） - 太い。唐から伝来した縦笛
郷ピリ（ヒャンピリ） - やや細い。高句麗時代からある縦笛
細ピリ（セピリ） - 細い。比較的新しい時代に改良されて生まれた縦笛
何れも指穴は表7個、裏1個。朝鮮のものは竹製。
宮廷音楽から大衆音楽まで、伝統音楽のほとんどの分野で主旋律を担う。